# Festival du cinéma grec 1969
Le Festival du cinéma grec de 1969 fut la 10e édition du Festival international du film de Thessalonique. Elle se tint du 29 septembre au 6 octobre 1969.

## Films sélectionnés
- Souviens-toi, mon amour (Giorgos Skalenakis)
- Vol à Athènes (Vangelis Serdaris)
- Le Bluffeur (Vasílis Georgiádis)
- Non (Didos Didaras)
- Panique (Stavros Tsiolis)
- La Fille n°17 (Pétros Lýkas)
- Courts métrages / documentaires :
  - Ετσι πολεμούσαμε το '40 (K. Mavropanou)
  - Η κραυγή της πέτρας: Γιαννούλης Χαλέπάς (Nestora Matsa)
  - Και εγένετο φως (Périkli Ioannidi)
  - Kastoria (el) (Tákis Kanellópoulos)
  - Λαβύρινθοι (Stavros Xasapi)
  - Médée 70 (Michalis Papanicolas)
  - Ο κύριος του 1,55 (Kostas Natsis)
  - Παρτίτα (Giorgos Maris)
  - Το μαύρο χρονικό (Manolis Mavromatis)
  - Το χαμογελο (Angelos Sideratos)
  - Τσουφ (Thodoros Marangos)
  - Χοροί και φορεσιές του τόπου μας (Nestora Matsa)

## Palmarès
- La Fille n°17 : meilleur film, meilleur réalisateur, meilleur scénario, meilleure actrice, meilleur second rôle masculin
- Non : meilleure direction artistique, meilleure image
- Vol à Athènes : meilleur réalisateur et meilleure photographie
- Le Bluffeur : meilleur acteur
- Panique : meilleure musique